# Кохи Вахдат

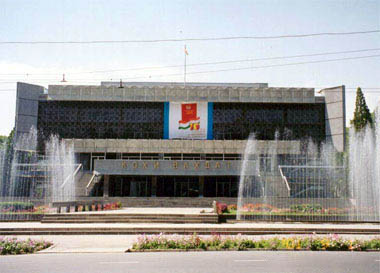
«Дворец Единства» / Кохи Вахдат

«Дворец Единства» (тадж. Кохи Ваҳдат) — государственный дворец концертов и торжественных мероприятий «Вахдат» («Единство»), а также центральный партийный центр в столице Таджикистана городе Душанбе.

## Общие данные
Здание расположено в северной части главной душанбинской магистрали — проспекта Рудаки, рядом с гостиницей «Авесто» и резиденцией Посольства Узбекистана в Республике Таджикистан.
Авторы проекта строения — архитекторы Эдуард Ерзовский и Ю. Пархов.
Главный зал Дворца рассчитан на 1714 мест.

## История
Современный Дворец Единства в Душанбе был возведён в советское время — в 1975 году как Дом политического просвещения. Авторы проекта архитекторы Э. Ерзовский и Ю. Пархов, творчески сотрудничая с художниками-монументалистами К. Жумагазиным и С. Курбановым, нашли оригинальное и выразительное решение большого гражданского центра, в котором использованы современные и традиционные материалы и архитектурно-планировочные системы.
С обретением Таджикистаном независимости в 1991 году объект изменил свой профиль, и в 2000-х годах стал Дворцом государственных торжественных мероприятий, а также штаб-квартирой правящей Народно-демократической партии, кроме того используется для организации и проведения международных конференций, встреч и т.д..
Тогда же в (2000-е годы) здание было существенно реконструировано, и обрело своё нынешнее название — Вахдат («Единство»).
В ноябре 2007 года близ одной из стен Дворца Вахдат в пластиковом пакете оставили бомбу, что официальными властями было квалифицировано как террористический акт. Единственной жертвой стал 77-летний мужчина (согласно сообщениям, уборщик и/или охранник) — его убило в 08:10 14 ноября 2007 года, когда он поднял пакет, в котором была бомба, и бомба взорвалась. От взрыва выбило стёкла окон Дворца Единства.